# Triclema inferna
Triclema inferna är en fjärilsart som beskrevs av Bethune-Baker 1926. Triclema inferna ingår i släktet Triclema och familjen juvelvingar. Inga underarter finns listade i Catalogue of Life.